# Marijan M. Klemenčič
Marijan Mihael Klemenčič, slovenski geograf in pedagog, * 1947.
Predava na Oddelku za geografijo Filozofske fakultete Univerze v Ljubljani.